# Distribució subgaussiana
En teoria de la probabilitat, una distribució subgaussiana, la distribució d'una variable aleatòria subgaussiana, és una distribució de probabilitat amb un fort decaïment de la cua. Més concretament, les cues d'una distribució subgaussiana estan dominades per (és a dir, decauen almenys tan ràpid com) les cues d'una distribució gaussiana. Aquesta propietat dóna nom a les distribucions subgaussianes.
Sovint en l'anàlisi, dividim un objecte (com ara una variable aleatòria) en dues parts, un volum central i una cua distant, i després analitzem cadascuna per separat. En probabilitat, aquesta divisió sol ser així: "Tot allò interessant passa a prop del centre. L'esdeveniment de la cua és tan rar que podem ignorar-lo amb seguretat". Les distribucions subgaussianes són dignes d'estudi, perquè la distribució gaussiana es coneix bé i, per tant, podem donar límits precisos a la raresa de l'esdeveniment de la cua. De la mateixa manera, les distribucions subexponencials també són dignes d'estudi.
Formalment, la distribució de probabilitat d'una variable aleatòria {\displaystyle X} s'anomena subgaussiana si hi ha una constant positiva C tal que per a cada {\displaystyle t\geq 0} ,
{\textstyle \operatorname {P} (|X|\geq t)\leq 2\exp {(-t^{2}/C^{2})}}
Hi ha moltes definicions equivalents. Per exemple, una variable aleatòria {\displaystyle X} és subgaussiana si i només si la seva funció de distribució està limitada des de dalt (fins a una constant) per la funció de distribució d'una gaussiana:
{\displaystyle P(|X|\geq t)\leq cP(|Z|\geq t)\quad \forall t>0}
on {\displaystyle c\geq 0} és constant i {\displaystyle Z} és una variable aleatòria gaussiana de mitjana zero.

## Definicions

### Norma subgaussiana
La norma subgaussiana de {\displaystyle X}, denotada com {\displaystyle \Vert X\Vert _{\psi _{2}}}, és{\displaystyle \Vert X\Vert _{\psi _{2}}=\inf \left\{c>0:\operatorname {E} \left[\exp {\left({\frac {X^{2}}{c^{2}}}\right)}\right]\leq 2\right\}.} En altres paraules, és la norma d'Orlicz de {\displaystyle X} generat per la funció d'Orlicz {\displaystyle \Phi (u)=e^{u^{2}}-1.} Per condició {\displaystyle (2)} a continuació, les variables aleatòries subgaussianes es poden caracteritzar com aquelles variables aleatòries amb norma subgaussiana finita.

### Proxy de variància
Si existeix alguna {\displaystyle s^{2}} de tal manera que {\displaystyle \operatorname {E} [e^{(X-\operatorname {E} [X])t}]\leq e^{\frac {s^{2}t^{2}}{2}}} per a tots {\displaystyle t}, aleshores {\displaystyle s^{2}} s'anomena proxy de la variància, i el més petit d'aquest tipus {\displaystyle s^{2}} s'anomena proxy de la variància òptima i es denota per {\displaystyle \Vert X\Vert _{\mathrm {vp} }^{2}}.
Des de {\displaystyle \operatorname {E} [e^{(X-\operatorname {E} [X])t}]=e^{\frac {\sigma ^{2}t^{2}}{2}}} quan {\displaystyle X\sim {\mathcal {N}}(\mu ,\sigma ^{2})} és gaussià, aleshores tenim {\displaystyle \|X\|_{vp}^{2}=\sigma ^{2}}, com hauria de ser.

### Prova d'equivalència
Per exemple, les quatre primeres definicions són equivalents segons la demostració següent.
Prova. {\displaystyle (1)\implies (3)} Mitjançant la representació del pastís de capes, {\displaystyle {\begin{aligned}\operatorname {E} |X|^{p}&=\int _{0}^{\infty }\operatorname {P} (|X|^{p}\geq t)dt\\&=\int _{0}^{\infty }pt^{p-1}\operatorname {P} (|X|\geq t)dt\\&\leq 2\int _{0}^{\infty }pt^{p-1}\exp \left(-{\frac {t^{2}}{K_{1}^{2}}}\right)dt\\\end{aligned}}}Després d'un canvi de variables{\displaystyle u=t^{2}/K_{1}^{2}}, trobem que {\displaystyle {\begin{aligned}\operatorname {E} |X|^{p}&\leq 2K_{1}^{p}{\frac {p}{2}}\int _{0}^{\infty }u^{{\frac {p}{2}}-1}e^{-u}du\\&=2K_{1}^{p}{\frac {p}{2}}\Gamma \left({\frac {p}{2}}\right)\\&=2K_{1}^{p}\Gamma \left({\frac {p}{2}}+1\right).\end{aligned}}}{\displaystyle (3)\implies (2)} Per la sèrie de Taylor {\textstyle e^{x}=1+\sum _{p=1}^{\infty }{\frac {x^{p}}{p!}},}{\displaystyle {\begin{aligned}\operatorname {E} [\exp {(\lambda X^{2})}]&=1+\sum _{p=1}^{\infty }{\frac {\lambda ^{p}\operatorname {E} {[X^{2p}]}}{p!}}\\&\leq 1+\sum _{p=1}^{\infty }{\frac {2\lambda ^{p}K_{3}^{2p}\Gamma \left(p+1\right)}{p!}}\\&=1+2\sum _{p=1}^{\infty }\lambda ^{p}K_{3}^{2p}\\&=2\sum _{p=0}^{\infty }\lambda ^{p}K_{3}^{2p}-1\\&={\frac {2}{1-\lambda K_{3}^{2}}}-1\quad {\text{for }}\lambda K_{3}^{2}<1,\end{aligned}}}que és menor o igual a{\displaystyle 2} per {\displaystyle \lambda \leq {\frac {1}{3K_{3}^{2}}}} Deixa {\displaystyle K_{2}\geq 3^{\frac {1}{2}}K_{3}}, aleshores {\textstyle \operatorname {E} [\exp {(X^{2}/K_{2}^{2})}]\leq 2.}{\displaystyle (2)\implies (1)} Per la desigualtat de Markov, {\displaystyle \operatorname {P} (|X|\geq t)=\operatorname {P} \left(\exp \left({\frac {X^{2}}{K_{2}^{2}}}\right)\geq \exp \left({\frac {t^{2}}{K_{2}^{2}}}\right)\right)\leq {\frac {\operatorname {E} [\exp {(X^{2}/K_{2}^{2})}]}{\exp \left({\frac {t^{2}}{K_{2}^{2}}}\right)}}\leq 2\exp \left(-{\frac {t^{2}}{K_{2}^{2}}}\right).}{\displaystyle (3)\iff (4)} per la fórmula asimptòtica de la funció gamma: {\displaystyle \Gamma (p/2+1)\sim {\sqrt {\pi p}}\left({\frac {p}{2e}}\right)^{p/2}}.
A partir de la demostració, podem extreure un cicle de tres desigualtats:
- Si {\displaystyle \operatorname {P} (|X|\geq t)\leq 2\exp {(-t^{2}/K^{2})}}, aleshores {\displaystyle \operatorname {E} |X|^{p}\leq 2K^{p}\Gamma \left({\frac {p}{2}}+1\right)} per a tots {\displaystyle p\geq 1}.
- Si {\displaystyle \operatorname {E} |X|^{p}\leq 2K^{p}\Gamma \left({\frac {p}{2}}+1\right)} per a tots {\displaystyle p\geq 1}, aleshores {\displaystyle \|X\|_{\psi _{2}}\leq 3^{\frac {1}{2}}K}.
- Si {\displaystyle \|X\|_{\psi _{2}}\leq K}, aleshores {\displaystyle \operatorname {P} (|X|\geq t)\leq 2\exp {(-t^{2}/K^{2})}}.En particular, la constant {\displaystyle K} proporcionades per les definicions són iguals fins a un factor constant, de manera que podem dir que les definicions són equivalents fins a una constant independent de {\displaystyle X}.

De la mateixa manera, com que fins a una constant multiplicativa positiva, {\displaystyle \Gamma (p/2+1)=p^{p/2}\times ((2e)^{-1/2}p^{1/2p})^{p}} per a tots {\displaystyle p\geq 1}, les definicions (3) i (4) també són equivalents fins a una constant.